# Castillo de Coca
El castillo de Coca es una fortificación de la localidad de Coca (Segovia, Castilla y León); fue construido en el siglo XV y está considerado una de las mejores obras arquitectónicas del gótico-mudéjar español. Propiedad de la casa de Alba, cedido al Ministerio de Agricultura de España desde el año 1954. Una maqueta a escala de este castillo se encuentra en el Parque temático Mudéjar de Olmedo y otra réplica en Minimundus, Klagenfurt (Austria).

## Situación
El castillo está situado a las afueras de la villa de Coca (Segovia), de la que recibe su nombre. Se levanta sobre el meandro del río Voltoya, afluente del Eresma. Construido en el siglo XV sobre una explanada de una zona escarpada, es uno de los mejores exponentes de la arquitectura gótico-mudéjar española, y está declarado Monumento Nacional. Es una de las pocas fortalezas de España que no se asienta sobre un cerro, [cita requerida] sino sobre unos escarpes del terreno. Rodea el edificio un ancho y profundo foso.

## Descripción

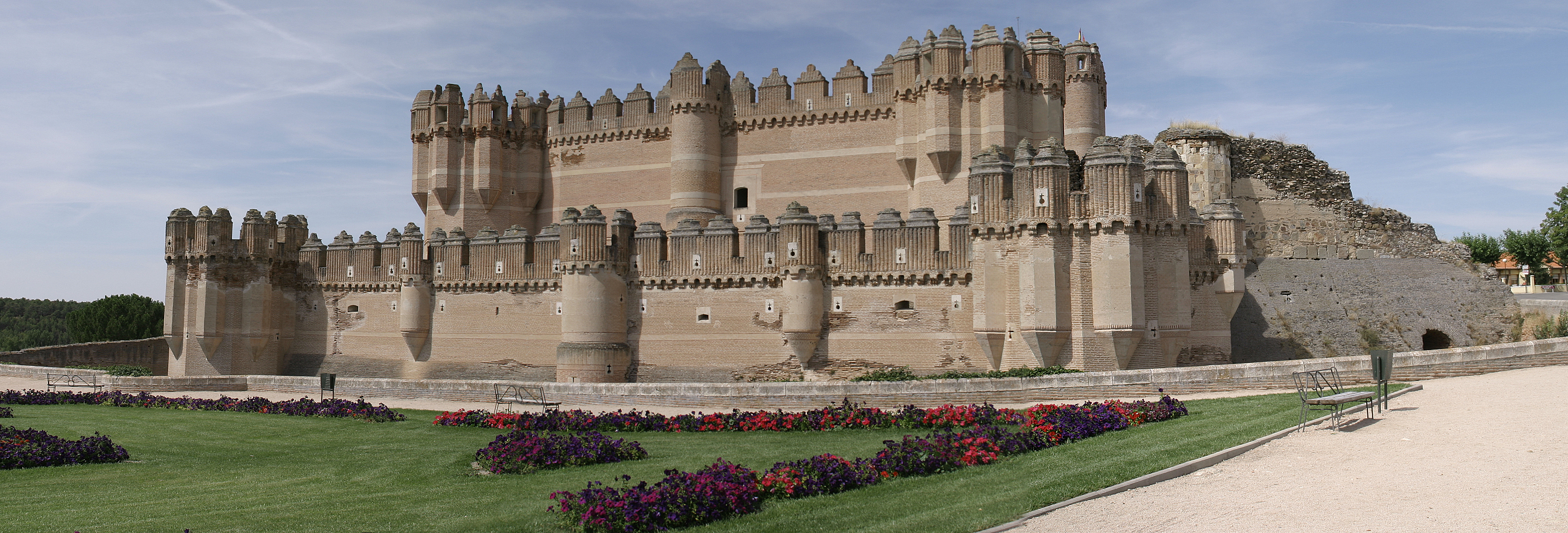
Panorámica del castillo.

Su construcción, atribuida a alarifes mudéjares, [cita requerida] se realizó en el siglo xv principalmente en ladrillo, utilizado no sólo como material de obra, sino también como elemento decorativo; la piedra caliza aparece en las aspilleras, las columnas del patio de armas y otros elementos decorativos.
El recinto inferior es de planta cuadrada, y se encuentra flanqueado en sus esquinas por cuatro torres, siendo la de mayor tamaño la torre del homenaje, recorrida en su interior por una angosta escalera de caracol realizada en ladrillo que permite el acceso a diversas plantas destinadas a capilla, sala de armas y otras estancias. La Sala de armas se cubre con bóveda de nervaduras góticas adornada con mosaicos a base de motivos geométricos de varios colores. Desde lo alto de la torre se divisan los castillos de Cuéllar y de Íscar.
La torre de Pedro Mata sigue en tamaño a la del homenaje, seguramente porque junto a ella protege la puerta de acceso al patio de armas. Las dos restantes son la torre de la Muralla y la de los Peces. Dentro del recinto pueden encontrarse también otras salas con decoración de estuco y mural, así como una mazmorra.

## Historia

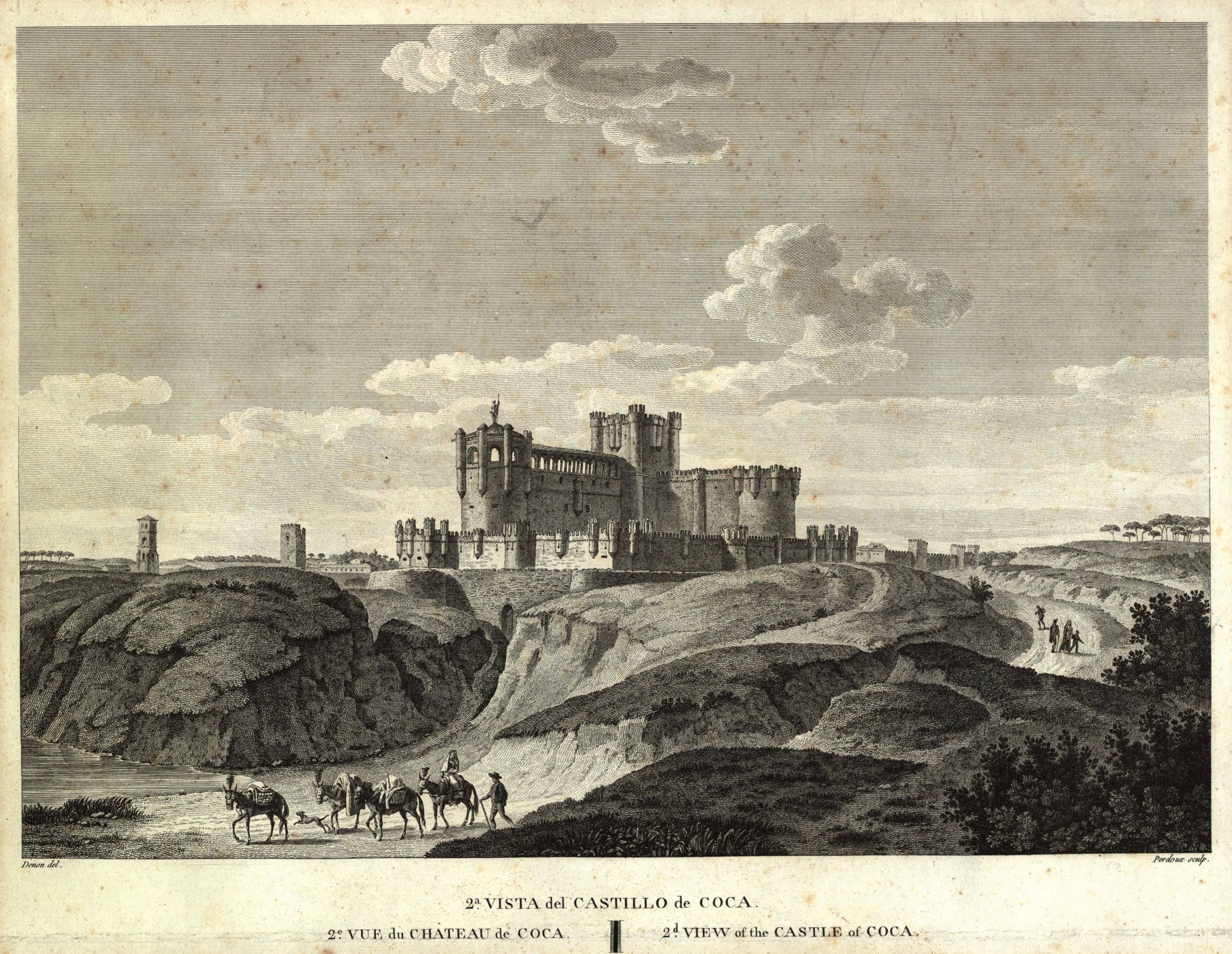
Grabado del castillo a principios del por Dominique Vivant.

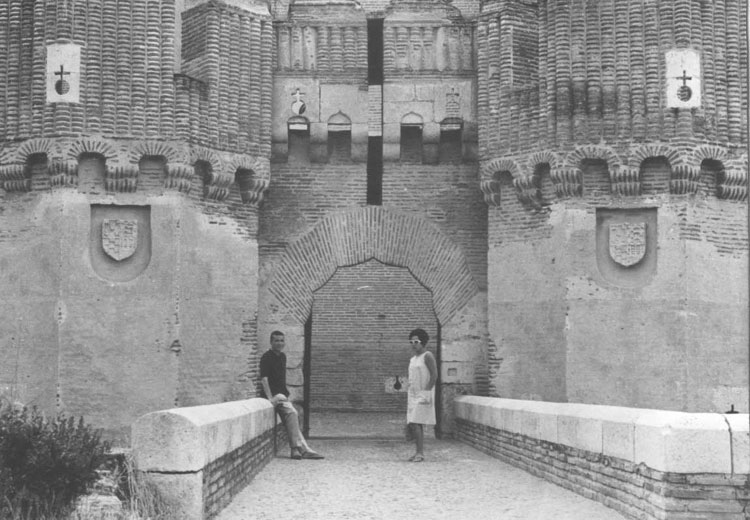
Entrada al castillo, segunda mitad.

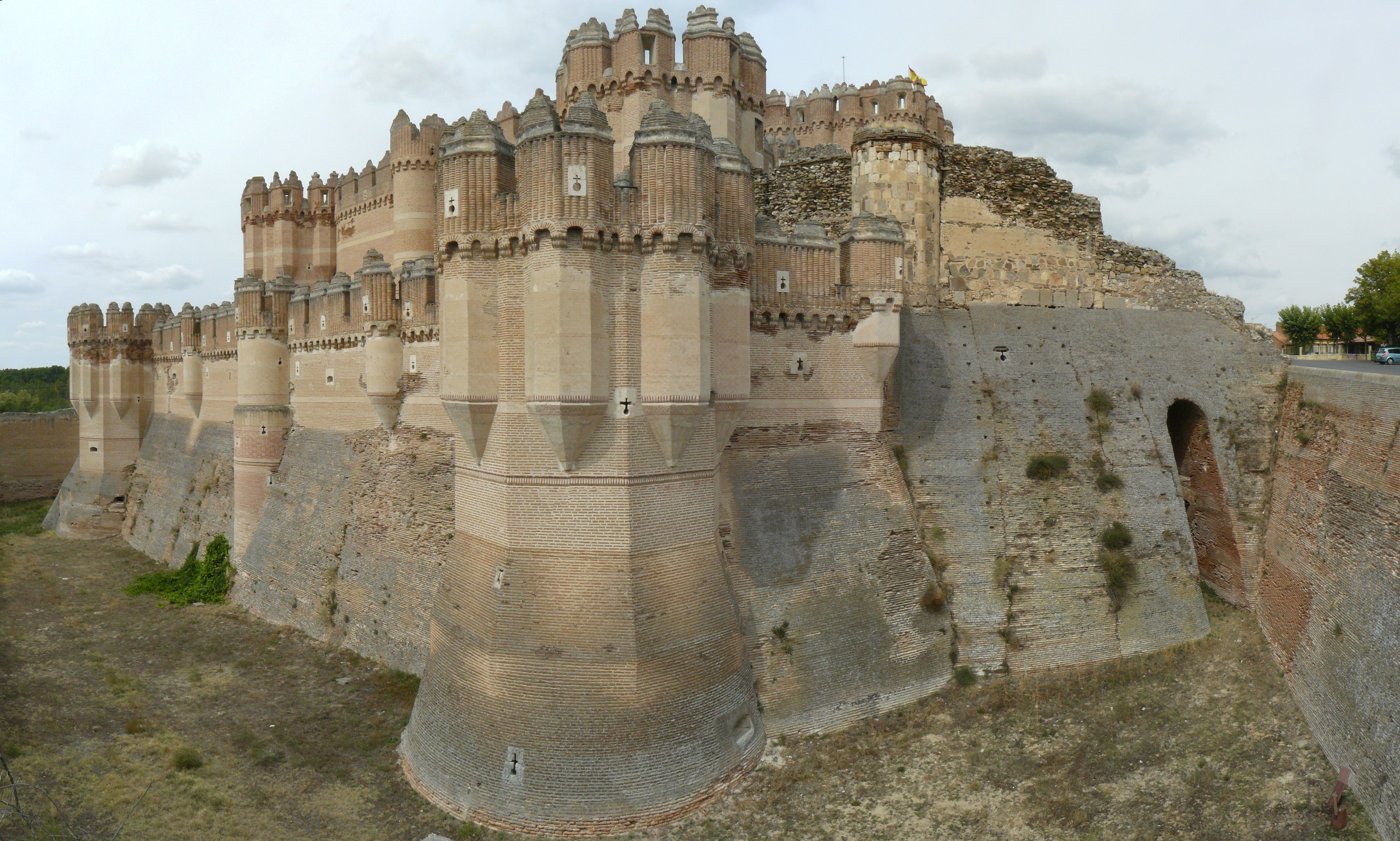
Vista lateral.

La villa perteneció a la corona de Castilla hasta que en 1439 fue cedida al marqués de Santillana, quien en 1451 la permutó por la villa de Saldaña con Alonso de Fonseca y Ulloa, obispo de Ávila y arzobispo de Sevilla. En 1453, Alonso de Fonseca y Ulloa obtuvo del rey Juan II de Castilla el permiso real para edificar el castillo, aunque su construcción no se empezó hasta varios años después. Al tener que ausentarse de Coca, Alonso de Fonseca y Ulloa cedió en 1460 los derechos de la villa a su hermano Fernando de Fonseca, que los ejerció hasta su muerte en 1463. Alonso falleció en 1473 siendo arzobispo de Sevilla, y Coca fue heredada por su sobrino, Alonso de Fonseca y Avellaneda, hijo de Fernando, quien llevó a cabo la construcción de la mayor parte del castillo, hasta quedar prácticamente terminada en 1493. A partir de entonces fue residencia palaciega y escenario de grandes fiestas, a las que asistieron notables personalidades.
Nombró por su sucesor a su sobrino Alonso de Fonseca y Acevedo, quien mandó construir el castillo en 1473 y lo convirtió en residencia señorial, donde celebró grandes fiestas que eran frecuentadas por diferentes personalidades, entre las que destaca el cardenal francés Jean Jouffroi, que llegó a Castilla con la propuesta de matrimonio entre la infanta Isabel (después reina) con el duque de Berry de Guyena, hermano de Luis XI de Francia. También visitó el castillo Beatriz de Bobadilla, marquesa de Moya.

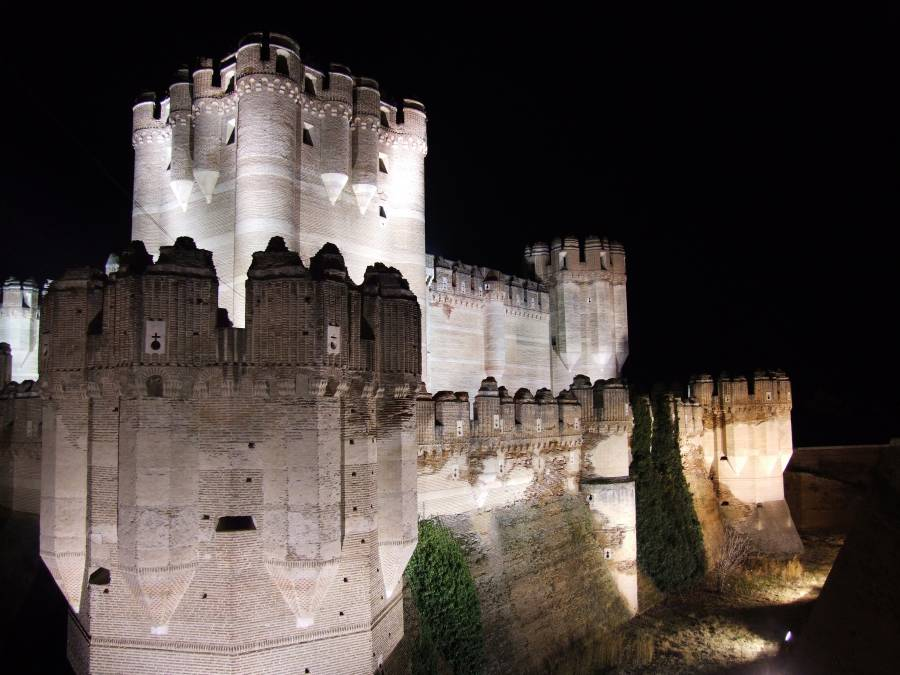
Iluminación del castillo por la noche.

En 1502, los Reyes Católicos se aseguraron de que en caso de muerte de Alonso, el castillo pasase a su hermano Antonio Fonseca. Y al año siguiente la reina Isabel decretó que los herederos de la villa de Coca solo podrían ser varones, con lo que eliminó la posibilidad de que el castillo fuese heredado por una de las dos únicas hijas de su dueño. Por eso en 1504, Coca pasó a su hermano, Antonio de Fonseca, capitán de los Reyes Católicos, que amplió los elementos defensivos del castillo, que más tarde tuvo que defenderse del infortunado ataque del marqués del Cenete, quien pretendía rescatar a su prometida, María de Fonseca, que estaba retenida por su tío.
En 1512 trabajaron en el castillo alarifes sevillanos (maestros de obras), que posiblemente fueron los artífices de muchas de sus decoraciones. En 1521 fue atacado por las tropas comuneras en represalia por el incendio de Medina del Campo llevado a cabo por el propio Antonio de Fonseca; al no conseguir acceder al castillo, destruyeron la cercana fortaleza de Alaejos. En 1645, fue prisión del duque de Medina Sidonia, acusado de haberse querido proclamar rey de Andalucía. Y más adelante, por casamientos, el castillo pasó a ser propiedad de la casa de Alba.

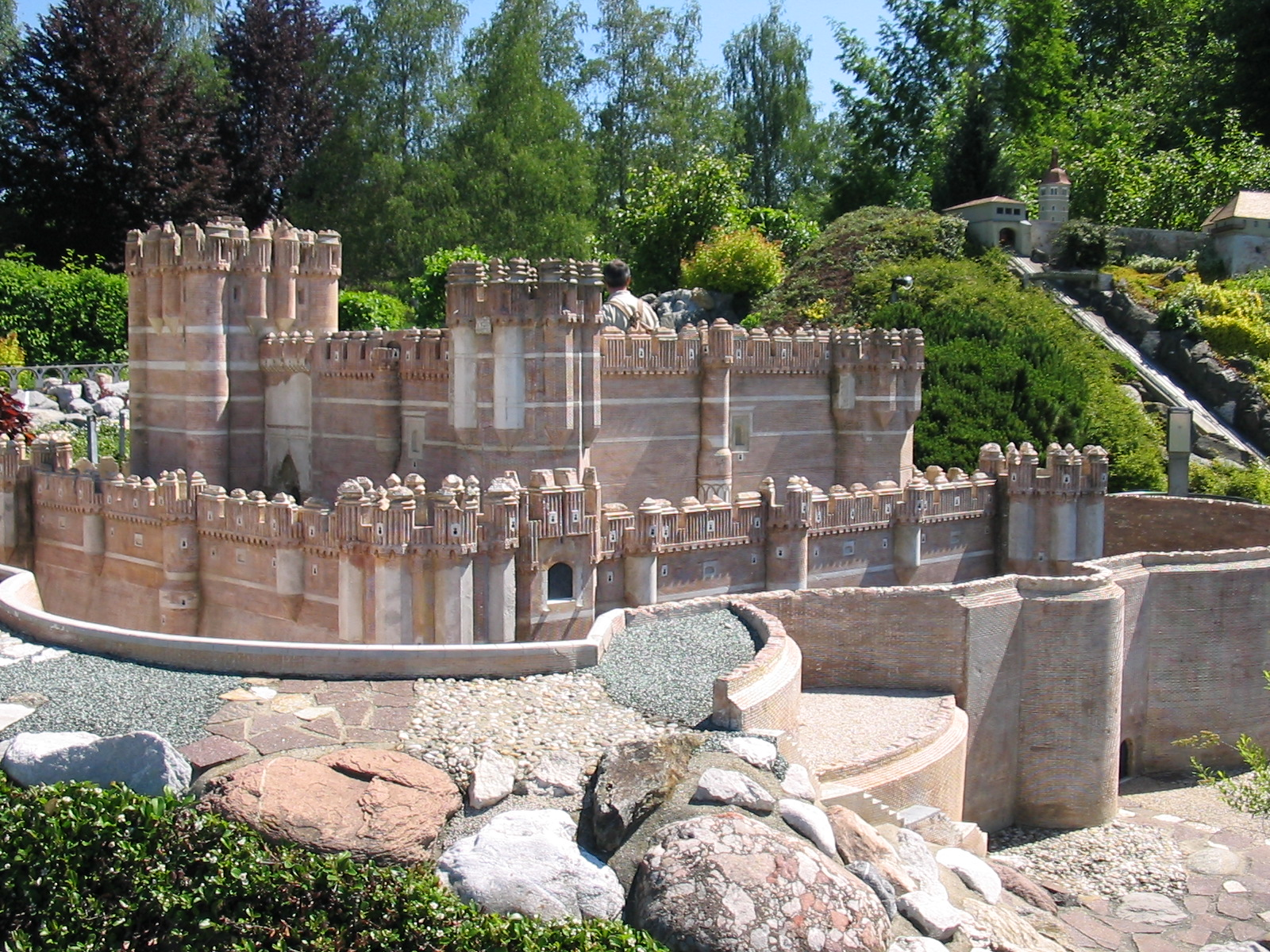
Modelo a escala en Minimundus (Klagenfurt, Austria)

En diferentes épocas pasó por importantes reformas: galerías del Patio de Armas en el siglo XVI; galería entre las Torres del Homenaje y de Pedro Mata en el siglo XVII, y otras mejoras en 1715. Pero a partir de 1730 su archivo fue trasladado a Madrid, y el castillo cayó en el abandono y la rapiña. En 1808, durante la Guerra de la Independencia, los franceses ocuparon la villa de Coca y sus tropas se instalaron en el castillo, al que causaron grandes destrozos, y cuando lo abandonaron en 1812 solo eran ruinas. Y en 1828, un administrador de la casa de Alba sin escrúpulos vendió materiales del castillo, entre ellos columnas de mármol del patio, lo que acentuó todavía más su ruina.
En 1926, el castillo fue declarado Monumento Nacional. En 1931 fue declarado Monumento Histórico Nacional y en 1954 fue cedido al Ministerio de Agricultura por 100 años menos 1 día, siendo restaurado entre 1956 y 1958 para albergar la Escuela de Capacitación Forestal. En 1995 fue escenario de tres de los 15 capítulos del concurso televisivo de TVE titulado La noche de los castillos, aunque no utilizaron su interior, que fue sustituido por un decorado en el plató L-3 de los desaparecidos Estudios Buñuel-TVE.

### Escuela de capacitación forestal
Tras su cesión al Ministerio de Agricultura en 1954, y a partir de la finalización de su restauración en 1958, partes de las salas del castillo pasaron a ser la sede de la Escuela de Capacitación Forestal, que es muy solicitada por alumnos de toda España: a partir de 1958 han pasado por sus aulas 39 promociones de Capataces Forestales.